# Río Ibáñez
Río Ibáñez è un comune del Cile della provincia di General Carrera nella regione di Aysén. Al censimento del 2002 possedeva una popolazione di 2.477 abitanti.

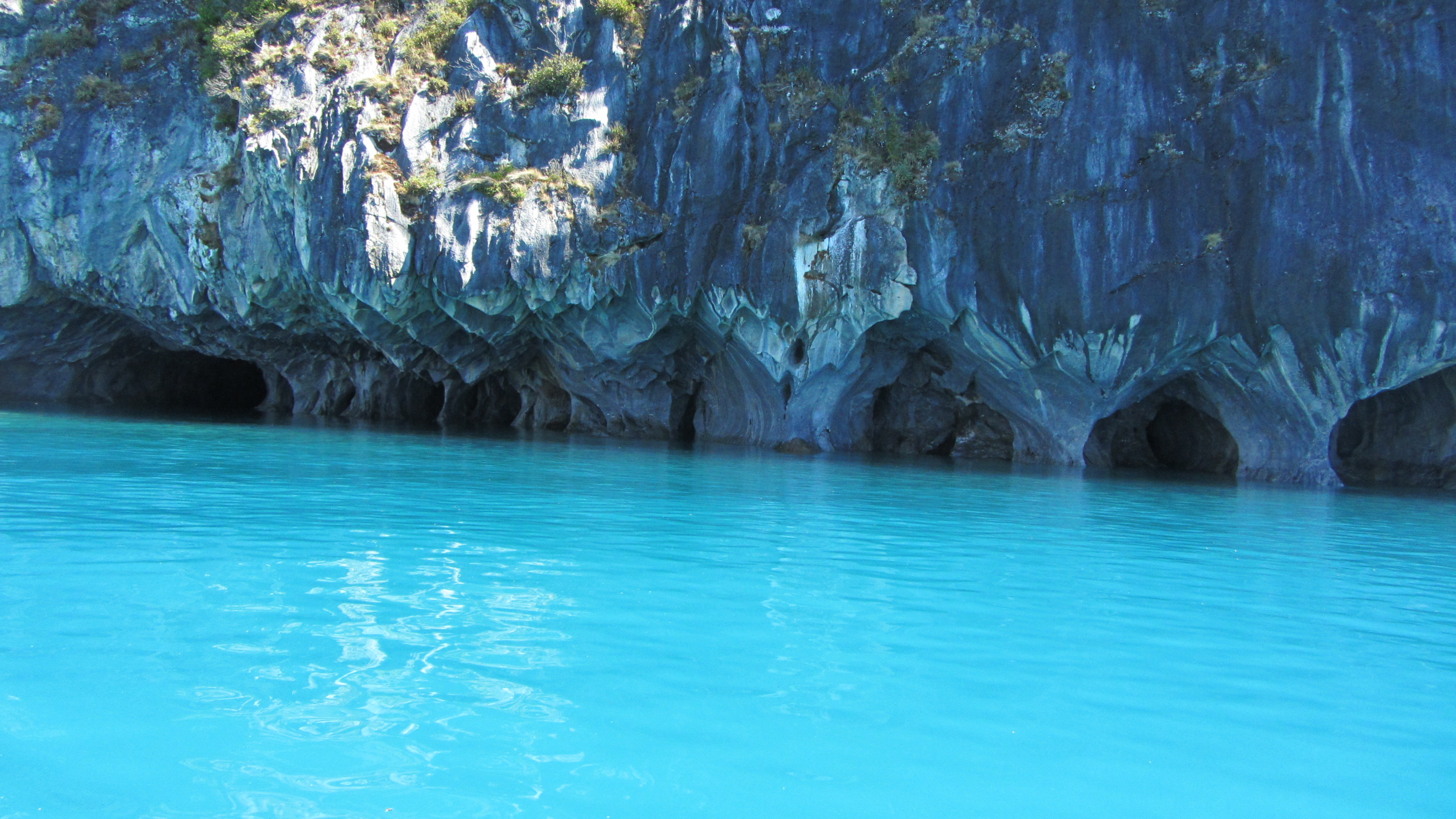
L'isolotto delle Cavernas de Mármol

Nel suo territorio si trova il Lago Buenos Aires/General Carrera, nelle cui acque si stagliano gli isolotti marmorei della Catedral de Mármol.

## Società

### Evoluzione demografica
| Censimento del 1992 | Censimento del 2002 |
| 2.772 ab.           | 2.477 ab.           |